# Нурзад, Бабак
Бабак Нурзад (перс. بابک نورزاد‎; род. 14 августа 1978, Каэмшехр, Иран) — иранский борец вольного стиля в легком весе, серебряный призёр чемпионата мира в 2001 году в Софии, а также участвовавший в чемпионате мира 2002 года в Тегеране и Олимпийских играх 2004 года в Афинах.